# Tripsacum jalapense
Tripsacum jalapense är en gräsart som beskrevs av De Wet och Brink. Tripsacum jalapense ingår i släktet Tripsacum och familjen gräs. Inga underarter finns listade i Catalogue of Life.